# Simulium purosae
Simulium purosae es una especie de insecto del género Simulium, familia Simuliidae, orden Diptera.
Fue descrita científicamente por Smart & Clifford, 1965.